# 中国社会科学院古代史研究所
中国社会科学院古代史研究所，加挂中国历史研究院古代史研究所牌子，建立于1954年，为中国社会科学院下属研究所之一，是史学研究的国家级研究机构。

## 历史
1954年，中国科学院建立了历史研究所第一所、第二所。1960年2月26日，第一所和第二所合并为中国科学院中国历史研究所。1977年中国社会科学院成立，中国社会科学院历史研究所成为中国社会科学院的下属机构之一。
2019年1月3日，经中共中央批准，以中国社会科学院历史学部为基础，组建中国历史研究院，下设考古研究所、古代史研究所、近代史研究所、世界历史研究所、中国边疆研究所、历史理论研究所，负责统筹指导全国历史研究工作，制定研究规划。经中央编办批准，以中国社会科学院历史研究所为基础，组建中国社会科学院古代史研究所（中国历史研究院古代史研究所）。

## 下设机构[3]
- 断代史研究室
  - 先秦史研究室
  - 战国秦汉史研究室
  - 魏晋南北朝隋唐史研究室
  - 宋辽金元史研究室
  - 明史研究室
  - 清史研究室
- 专门史研究室
  - 马克思主义史学理论与史学史研究室
  - 思想史研究室
  - 历史地理研究室
  - 中外关系史研究室
  - 文化史研究室
  - 社会史研究室

## 历任领导
所长
- 郭沫若（一所）（1954年－1960年）
- 陈垣、侯外庐（二所）（1954年－1960年）
- 郭沫若（1960年－1966年）
- 侯外庐（1980年－1982年）
- 林甘泉（1982年－1988年）
- 陈高华（1988年－1991年3月）
- 李学勤（1991年3月－1998年）
- 陈祖武（1998年－2011年）
- 卜宪群（2010年7月－）[4]